# Eva Pfaff
Eva Pfaff (Königstein, 10 de fevereiro de 1961) é uma ex-tenista profissional alemã.

## Major finais

### Grand Slam finais

#### Duplas: 1 (1 vice)
| Resultado | Ano  | Campeonato      | Piso  | Parceira             | Oponentes                       | Placar   |
| --------- | ---- | --------------- | ----- | -------------------- | ------------------------------- | -------- |
| Vice      | 1982 | Australian Open | Grama | Claudia Kohde-Kilsch | Martina Navratilova Pam Shriver | 6–4, 6–2 |

### WTA finals

#### Duplas: 1 final (1 vice)
| !Resultado | Ano  | Campeonato    | Piso        | Parceira             | Oponentes                       | Placar   |
| ---------- | ---- | ------------- | ----------- | -------------------- | ------------------------------- | -------- |
| Vice       | 1983 | New York City | Carpete (I) | Claudia Kohde-Kilsch | Martina Navratilova Pam Shriver | 7–5, 6–2 |